# Rabdodony
Rabdodony – grupa ornitopodów żyjących w późnej kredzie na terenach dzisiejszej Europy i być może Australii.

## Klasyfikacja
- Rząd - dinozaury ptasiomiedniczne
  - Podrząd - cerapody
    - Infrarząd - ornitopody
      - Rodzina - rabdodony
        - Rodzaj - rabdodon
        - Rodzaj - zalmokses
        - Rodzaj - ?mutaburazaur
        - Rodzaj - ?mochlodon